# گرین‌جالی
گرین‌جالی (اوکراینی: Ґринджоли؛ ‏انگلیسی: GreenJolly) یک گروه دونفرهٔ اوکراینی موسیقی هیپ هاپ بود که به نمایندگی از این کشور در مسابقه آواز یوروویژن ۲۰۰۵ شرکت کرد و ترانه‌ای که در آنجا خواندند، سرود غیررسمی انقلاب نارنجی اوکراین شد. پس از اجرا در مسابقه آواز یوروویژن ۲۰۰۵ که در نهایت به مقام نوزدهم رسیدند، این گروه منحل شد.